# Гельмут Лахенман
Гельмут Лахенман (27 листопада 1935 , Штутгарт ) — німецький композитор, вважається засновником так званої інструментальної конкретної музики.

## Біографія
Музичну освіту почав здобувати у Штутгарті, де з 1955 до 1958 займався фортепіано у Юргена Уде та вивчав теорію і композицію у Непомука Давида. Згодом продовжив своє навчання у Венеції під керівництвом Луїджі Ноно, ставши його першим приватним учнем (1958—1960) та Карлгайнца Штокгаузена (1963—1964). У 1965 протягом короткого часу працював у студії електронної музики Гентського Університету, де написав свій єдиний електронний твір «Szenario», після чого зосередився виключно на інструментальній музиці.

## Педагогічна діяльність
У 1966—1970 викладав у Вищій школі музики у Штутгарті, згодом, у 1970—1976 у Людвігсбурзі. Отримав звання (посаду) професора композиції у Ганновері (1976—1981), згодом у Штутгарті (1981—1999).
Серед чисельних запрошень для проведення семінарів з композиції Дармштадт (неодноразово, починаючи з 1972), Базель (1972—1973), Бразилія (1978 та 1982), Торонто (1982), Буенос-Айрес, Сантьяго де Чилі та Токіо (1984), Блоне (1988), Акіошида (Японія, 1993), Війтасаарі (Фінляндія, 1998), Нью-Йорк (Джульярдська школа, 2001), Фроммівська фундація (Гарвард, 2008).
Лахенман є почесним доктором Ганноверського, Дрезденського та Кельнського університетів та членом Берлінської, Гамбурзької, Лейпцізької, Мангеймської, Мюнхенської та Брюссельської Академій мистецтв.

## Творчість
Намагаючись вийти за межі серійної музики, Лахенман зосереджується на вивченні звукового феномену самого по собі, а особливо на механізмах та різних способах (звуковидобування) продукування звуку.
Лахенман трактує свою творчість, як «інструментальну конкретну музику», музична мова, якої охоплює цілий звуковий світ. Це стає можливим через використання нетрадиційних способів гри на музичних інструментах. Для нього це музика, «в якій звукові події організовані таким чином, що спосіб, яким вони породжуються є принаймні на стільки ж важливим, як сукупна акустична якість». Як наслідок, такі якості, як тембр, гучність та інші, не створюють звуки заради них самих, а описують чи позначають конкретну ситуацію: слухаючи, ви чуєте умови, в яких відбувається звукова чи шумова дія, ви чуєте які матерії та енергії задіяні та якого опору зазнають. «Замість пунктуального і непорушного звуку, у моїй музиці слід розрізняти різні види звуку: явища коливання, імпульси, статичні кольори, флуктуації, текстури та структури».
Окрім нетрадиційних способів звуковидобування на музичних інструментах, композитор використовує також некласичні способи співу, зокрема спів на вдих.
Твори Лахенмана постійно виконуються на концертах фестивалів сучасної музики.

## Список творів
- 1956: Fünf Variationen über ein Thema von Franz Schubert для фортепіано
- 1959: Souvenir для 41 інструменту
- 1961-1962: Echo Andante для фортепіано
- 1963: Wiegenmusik для фортепіано
- 1965: Струнне тріо для скрипки, альта та віолончелі
- 1965-1966: Intérieur I для одного перкусіоніста
- 1966-1967, друга редакція 1968: Trio fluido для кларнета, альта та ударних
- 1966-1968, друга редакція 1990: Ноктюрн (Musik für Julia) для віолончелі та малого оркестру (2 flutes [any one + piccolo], trumpet, harp, timpani, 3 percussion, 19 strings)
- 1967, друга редакція 1990, третя редакція 1993: Consolation I (на текст Ернста Толлера) для 12-ти змішаних голосів та 4-х перкусіоністів
- 1968: Consolation II (на текст Весобрунської молитви) для 16-ти змішаних голосів
- 1968: temA (vocalise) для мецо-сопрано, флейти та віолончелі
- 1968-1969, друга редакція 1994: Air для великого оркестру та соло перкусії
- 1969-1970: Pression для віолончелі
- 1970: Dal niente (Intérieur III) для кларнета
- 1970, друга редакція 1988: Guero для фортепіано
- 1970-1971: Kontrakadenz для великого оркестру
- 1971-1972, друга редакція 1978, третя редакція 1988: Gran Torso для струнного квартету
- 1972: Klangschatten — mein Saitenspiel для 3-х фортепіано та 48 струнних
- 1974-1975: Fassade для великого оркестру
- 1974-1975: Schwankungen am Rand для мідних, ударних та струнних
- 1975-1976, друга редакція 1982: Accanto для кларнета, оркестру та плівки
- 1977: Salut für Caudwell для 2-х гітар (зі скордатурою)
- 1979-1980: Tanzsuite mit Deutschlandlied для підсиленого струнного квартету та великого оркестру
- 1980: Ein Kinderspiel (7 маленьких п'єс) для фортепіано
- 1981-1983: Harmonica для туби та великого оркестру
- 1982-1984: Mouvement (- vor der Erstarrung) для ансамблю
- 1984-1985, друга редакція 1986: Ausklang для фортепіано та великого оркестру
- 1985-1987: Staub для великого оркестру (72-73 players)
- 1986: Toccatina (етюд) для скрипки соло
- 1986-1988, друга редакція 1989: Allegro sostenuto для кларнета (+ бас-кларнет), віолончелі та фортепіано
- 1988-1989: Tableau для великого оркестру
- 1989: Другий струнний квартет 'Reigen seliger Geister'
- 1991-1992: …zwei Gefühle…, Musik mit Leonardo (in memoriam Luigi Nono, на тексти Леонардо да Вінчі у перекладі Курта Герштенберга та Фрідріха Ніцше) для читців та малого оркестру
- 1990-1996, друга редакція 1999: Дівчинка з сірниками (Das Mädchen mit den Schwefelhölzern), опера, лібретто з текстів Ганса Крістіана Андерсена, Леонардо да Вінчі, Гудрун Энсслін, Фрідріха Ніцше
- 1997-1998, друга редакція 2000: Serynade для фортепіано
- 2000: Sakura (варіації на японську пісню) для саксофона, фортепіано та ударних
- 2000-2001, друга редакція 2002: Третій струнний квартет 'Grido'
- 2002-2003, друга редакція 2004: Schreiben для великого оркестру
- 2004-2005: Concertini для малого оркестру
- 2007-2008: Got Lost… музика для голосу та фортепіано на тексти Фрідріха Ніцше і Фернандо Пессоа
- 2010—2011: Concerto для 8-ми валторн та оркестру, для Musica Viva Munich